# Serge Riaboukine
Serge Riaboukine, född 29 december 1957 i Givors, Auvergne-Rhône-Alpes, är en fransk skådespelare.

## Roller i urval
- 1995 – Nyheter från Gud
- 1999 – Peau d'homme, cœur de bête
- 2002 – Måndagar i solen
- 2003 – Vargens tid
- 2004 – De blodröda floderna II
- 2004 – Se mig
- 2005 – Angel-A
- 2009 – Adjö, de Gaulle
- 2012 – L'envahisseur